# 神奈川婦人会館
神奈川婦人会館（かながわふじんかいかん）は、神奈川県横浜市西区紅葉ケ丘2番地にある婦人団体の活動の場や地域の教養の場として作られた施設である。運営は、公益財団法人神奈川婦人会館による。

## 歴史
1924年（大正13年）神奈川婦人連合会が関東大震災事業の一環として、婦人会館の建設を目指した寄付募集を始めた。1927年（昭和2年）5月7日、日本初の婦人会館・横浜連合婦人会館が宮崎町紅葉坂に開館した。1942年（昭和17年）横浜市に移管した。戦前この地で縁のあった神奈川婦人連合会と協力して、神奈川県婦人団体連絡協議会が請願運動と募金活動を精力的に繰り広げた結果、1965年（昭和40年）11月15日、財団法人・神奈川婦人会館が西区紅葉ケ丘に開館した。
1995年11月10日に創立30周年記念式典を行った。
2022年3月31日をもって閉館した。

## 施設
神奈川婦人会館は株式会社前川國男建築設計事務所によって設計された鉄筋コンクリート地下1階地上3階建ての建物である。神奈川県立図書館・神奈川県立音楽堂に隣接している。
着工は1965年（昭和30年）2月10日、竣工は1965年（昭和30年）10月30日、落成は1965年（昭和30年）11月15日である。
2018年7月、DOCOMOMO JAPAN選定 日本におけるモダン・ムーブメントの建築として、神奈川県立青少年センターとともに神奈川県立図書館・音楽堂に追加認定された。